# Datura metel
Datura metel es un arbusto vivaz en zonas cálidas y anual en zonas con heladas que produce grandes flores en forma de trompeta de color blanco, amarillo o morado, muy vistosas y perfumadas. Son naturales del sur de China y de la India pero actualmente se utilizan como planta ornamental en jardines y huertos en todo el mundo. 

## Descripción
Es un arbusto que puede llegar como hasta el metro de altura. Las hojas de ovaladas y lanceoladas, con largos peciolos. Las flores son grandes, con forma de trompeta, erectas y muy olorosas. El fruto es una cápsula redonda y sin pinchos que contiene numerosas semillas.

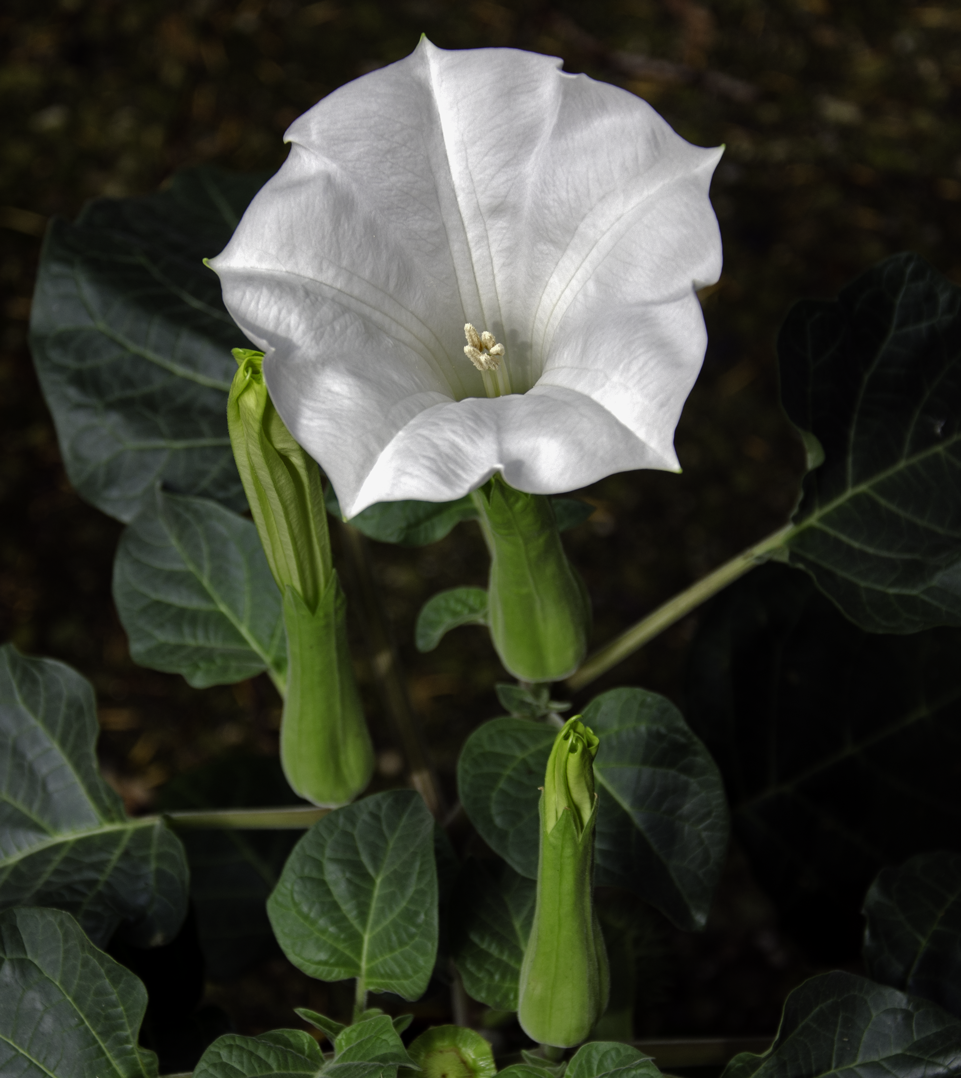
Detalle de las flores

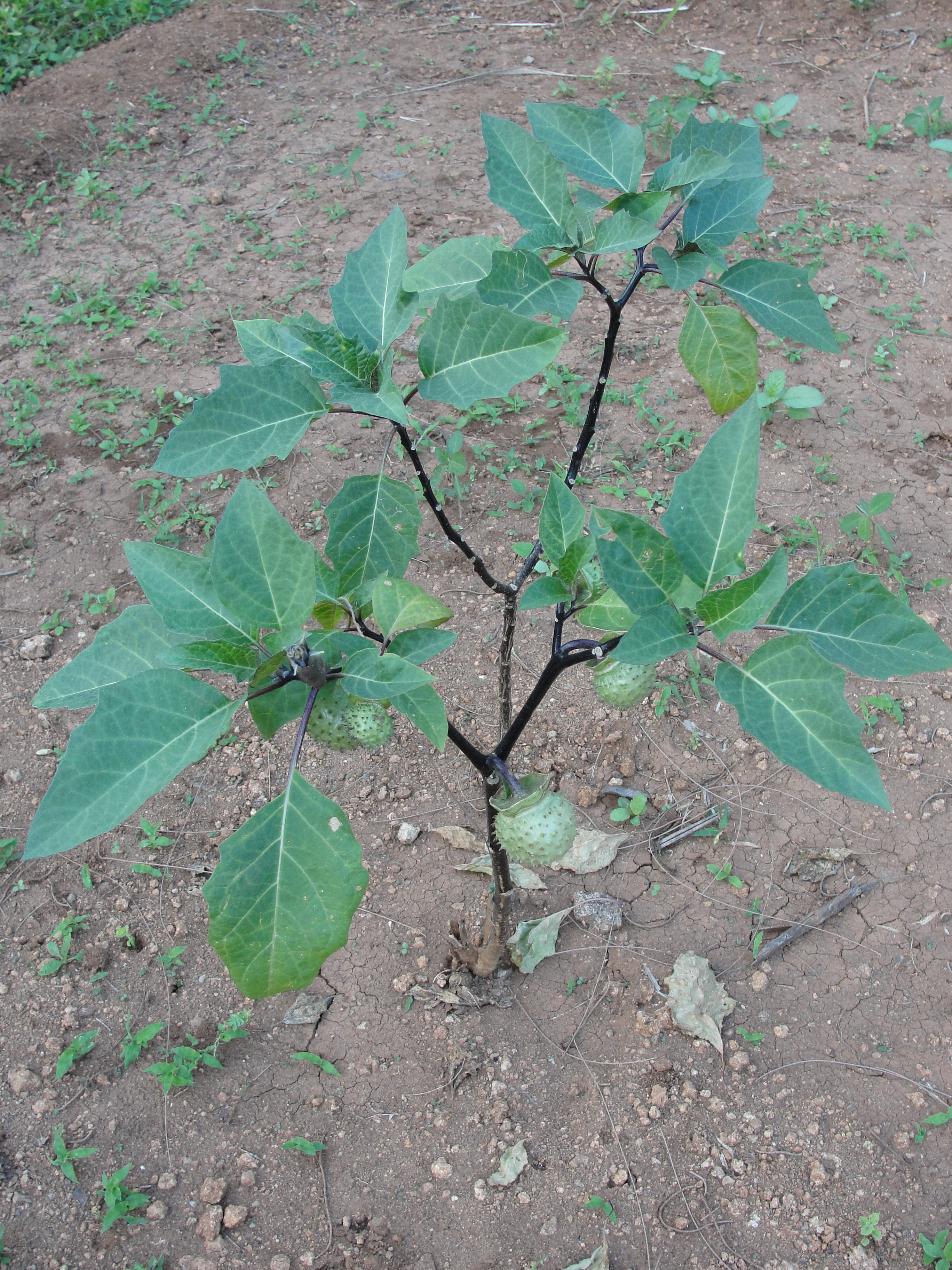
Vista de la planta

## Taxonomía
Datura metel fue descrita por Linneo y publicada en Species Plantarum 1: 179, en el año 1753.
Etimología
Datura: nombre genérico que  proviene del hindi dhatūrā ("manzana espinosa") por el aspecto de los frutos, latinizado. El nombre se utilizaba ya en sánscrito.
metel: epíteto
Sinonimia
| - Brugmansia waymannii Paxton - Datura aegyptiaca Vis. - Datura alba Rumph. ex Nees - Datura bojeri Delile - Datura chlorantha Hook. - Datura cornucopia auct. - Datura dubia Rich. - Datura fastuosa L. - Datura fruticosa Hornem. - Datura humilis Desf. - Datura hummatu Bernh. | - Datura laevis Schkuhr - Datura muricata Link - Datura nanakii Pandeya & A.B.Bhatt - Datura nigra Hassk. - Datura nilhummatu Dunal - Datura timoriensis Zipp. ex Span. - Stramonium datura Noronha - Stramonium fastuosum Moench - Stramonium globosum Bubani - Stramonium infernale Noronha - Stramonium metel Moench |

## Importancia económica y cultural
Se planta para delimitar las huertas o fincas. Los alcaloides que posee esta planta le confieren efectos narcóticos, alucinógenos y antidepresivos en la depresión unipolar y bipolar.

### Propiedades
- D. metel es una de las 50 hierbas fundamentales usadas en el herbolario chino, donde se llaman: yáng jīn huā (洋金花).
- Se usa en China para tratar el asma bronquial y dolores reumáticos.
- Por su contenido en alcaloide si se consume en grandes cantidades es tóxico y produce convulsiones e incluso el coma.

## Toxicidad
Todas las partes de las plantas del género Datura contienen niveles peligrosos de alcaloides  (muy venenosos) y pueden ser fatales si los ingieren los humanos y otros animales. En algunos lugares está prohibido vender, comprar o cultivar plantas del género Datura.
Datura metel puede provocar síntomas entre los que se incluyen el dolor de cabeza, alucinaciones, convulsiones y coma .

## Nombres comunes
- Burladora, metel, talahiponai de Filipinas, túnica de Cristo.[6]